# ケヴィン・コンスタン
ケヴィン・コンスタン（Kévin Constant, 1987年5月15日 - ）は、フランス・ヴァール県フレジュス出身の元ギニア代表サッカー選手。現役時代のポジションはMF、DF（守備的ミッドフィールダー及び左サイドバック）。

## 経歴

### キャリア初期
トゥールーズFCの下部組織でプレーしトップチームデビューしたが、出場機会が限られていた為契約を解除しLBシャトールーに活躍の場を移した。2010年9月、セリエAのACキエーヴォ・ヴェローナにレンタル移籍した。イタリア挑戦初年度でそのプレーをACミランなど複数のクラブに評価されると、2011年7月1日にジェノアCFCへ完全移籍した。これに伴いジェノアはフランチェスコ・アチェルビをトレードの形でキエーヴォへ放出している。

### ミラン
2012年7月にミランへレンタル移籍。同クラブでは左サイドバックで起用されレギュラーに定着した。これを受けてミランは2013年1月26日にジェノアとの取引で当時ミラン所属であったアチェルビの放出とコンスタンの共同保有権獲得を発表した。
2013年7月27日、ロドニー・ストラッサーとのトレードでミランに完全移籍することが決定した。

### トラブゾンスポル
2014年8月5日、トラブゾンスポル・クラブへ移籍した。翌年11月17日に同クラブとの契約を解除して以降はフリーとなった。

### ボローニャ
2016年2月1日にボローニャFCに加入しイタリアに復帰した。契約期間は2015-16シーズン末までで、2年間の延長オプションが付帯する。
シーズン終了後、オプションは行使されずボローニャを退団。ASサンテティエンヌの練習に参加したが入団には至らなかった。また各国クラブから寄せられた複数のオファーに関しても、代理人を名乗る虚偽の人物の関与といった事案に不信を抱き全て拒否している。

### シオン
2017年2月15日にFCシオンと延長オプション付きの2年契約を締結した。10月25日にガブリが新監督に就任すると、翌月にはロベルト・アクアフレスカらと共にトップチームの構想外となった。

### トラークトゥール・サーズィー
2017-18シーズンを以てスイスを去ると半年間フリーとなったが、2019年1月4日にトラークトゥール・サーズィーFCと3年半の契約を締結した。

## 代表歴
2004年、U-17フランス代表の一員としてサミル・ナスリ、ハテム・ベン・アルファ、カリム・ベンゼマ、ジェレミー・メネズらと共にUEFA U-17欧州選手権に優勝。
A代表ではギニア代表を選択し、2007年10月14日に行われた親善試合・セネガル戦でデビュー。2010年10月10日アフリカネイションズカップ2012予選のナイジェリア戦で代表初ゴールを記録した。

## タイトル
U-17フランス代表
- UEFA U-17欧州選手権 : 2004